# National Grand Coalition Party
Die National Grand Coalition (Party) (NGC) ist eine politische Partei im westafrikanischen Sierra Leone. Sie gewann bei der Parlamentswahl 2018 vier Sitze, die sie allesamt 2023 bei einem Stimmenanteil von 0,65 Prozent verlor. 
Sie stellt im Kabinett Bio seit dem 4. Mai 2018 mit Peter Bayuku Conteh den Handels- und Industrieminister Sierra Leones.
Kandeh Yumkella nahm als Präsidentschaftskandidat an der Präsidentschaftswahl 2018 teil. Mit 6,9 Prozent der Stimmen wurde er drittstärkster Kandidat.